# Zanthoxylum delagoense
Zanthoxylum delagoense là một loài thực vật thuộc họ Rutaceae. Đây là loài đặc hữu của Mozambique.